# Wolfgang Panzer (Regisseur)
Wolfgang Panzer (* 1947 in  München) ist ein deutscher Filmregisseur,  Autor und Produzent.
Panzer wuchs in Bayern, Turin und Lausanne auf. Nach dem Studium wurde er Reporter und Tagesschau-Redakteur beim Schweizer Fernsehen, studierte dann ab 1970 in München an der Hochschule für Film und Fernsehen. Schon während dieser Zeit arbeitete er als Kameramann und Regieassistent in Deutschland und Frankreich. Bei der Bavaria Atelier GmbH managte er internationale Koproduktionen. Seit 1978 arbeitet Panzer als Autor, Filmproduzent und Regisseur freiberuflich.
Er drehte die Fernsehfilme Tante Maria (1979), Point Hope (1983), Liebfrauen (1985), Leere Welt (1987), Liebes leben (1990), Auf der Suche nach Salome (1991), Die Rachegöttin (1992), Die Direktorin (1994), Ärzte (1995) und Liebesau (2001). Für die Krimiserie Tatort realisierte er Die Reise in den Tod (1996), Tödlicher Galopp (1997), Bierkrieg (1997), Licht und Schatten (1999) und Direkt ins Herz (2000).
2007 drehte er für die Produktionsfirma Lionheart Entertainment Die Brücke, eine TV-Adaption des gleichnamigen Antikriegsromans von Manfred Gregor (alias Gregor Dorfmeister).
Im August und September 2008 verfilmte er in der Schweiz (Hauptdrehorte Interlaken und Bern) den 1998 erschienenen Roman Der grosse Kater des Schweizer Schriftstellers Thomas Hürlimann. Hauptdarsteller sind unter anderem Bruno Ganz und Marie Bäumer. Der Kinostart war in der Schweiz am 21. Januar 2010, in Deutschland am 28. Oktober 2010.
1997 erhielt Panzer für den Kinofilm Broken Silence den Bayerischen Filmpreis (Sonderpreis).
Wolfgang Panzer lebt mit seiner Familie in Deutschland und der Schweiz.

## Filmografie (Auswahl)
- 1977: Elfriede
- 1987: Hell in Frauensee
- 1983: Wagen 106
- 1984: Gespenstergeschichten
- 1985: Die Krimistunde (Fernsehserie, Folge 16)
- 1987: Leere Welt
- 1991: Der Fahnder
- 1994–1995: Die Direktorin
- 1995: Broken Silence
- 1996: Tatort: Die Reise in den Tod
- 1997: Tatort: Bierkrieg
- 1997: Tatort: Tödlicher Galopp
- 1999: Bill Diamond
- 1999: Tatort: Licht und Schatten
- 2000: Tatort: Direkt ins Herz
- 2000: Auf eigene Gefahr
- 2002: Tatort: Rückspiel
- 2008: Die Brücke
- 2009: Baba’s Song
- 2010: Der grosse Kater
- 2021: Meeresleuchten